# Alfons Kaczmarczyk
Alfons Kaczmarczyk (* 2. September 1885 in Königshütte; † unbekannt) war ein Abgeordneter der deutschen Minderheit im Schlesischen Parlament.

## Leben
Kaczmarczyk besuchte die Volks- und die Fortbildungsschule in Königshütte und lernte den Beruf des Kaufmanns. Als Gehilfe verbrachte er einige Zeit in Mittel- und Westdeutschland. Nach seiner Militärzeit machte er sich in Ruda selbstständig, wo er 1912 auch heiratete. Am Ersten Weltkrieg nahm er als Soldat beim Landwehr-Infanterie-Regiment 23 in Russland teil. Ab 1922 war er Gemeindevertreter, im selben Jahr wurde er Abgeordneter der Katholischen Partei im Schlesischen Parlament. Daneben hatte Kaczmarczyk verschiedene Ämter in den Organisationen der deutschen Minderheit in der Region Ruda inne.